# Argonautidae
Argonautidae – rodzina głowonogów z rzędu ośmiornic (Octopoda). Współcześnie żyjące gatunki zaliczane są do rodzaju Argonauta, w języku polskim określanego zwyczajową nazwą żeglarek. Jednym z lepiej poznanych i największym z przedstawicieli rodziny jest żeglarek argo (Argonauta argo). Muszle samic tego gatunku osiągają do 30 cm długości. Ze względu na delikatną budowę i oryginalne kształty są cenione przez kolekcjonerów. 

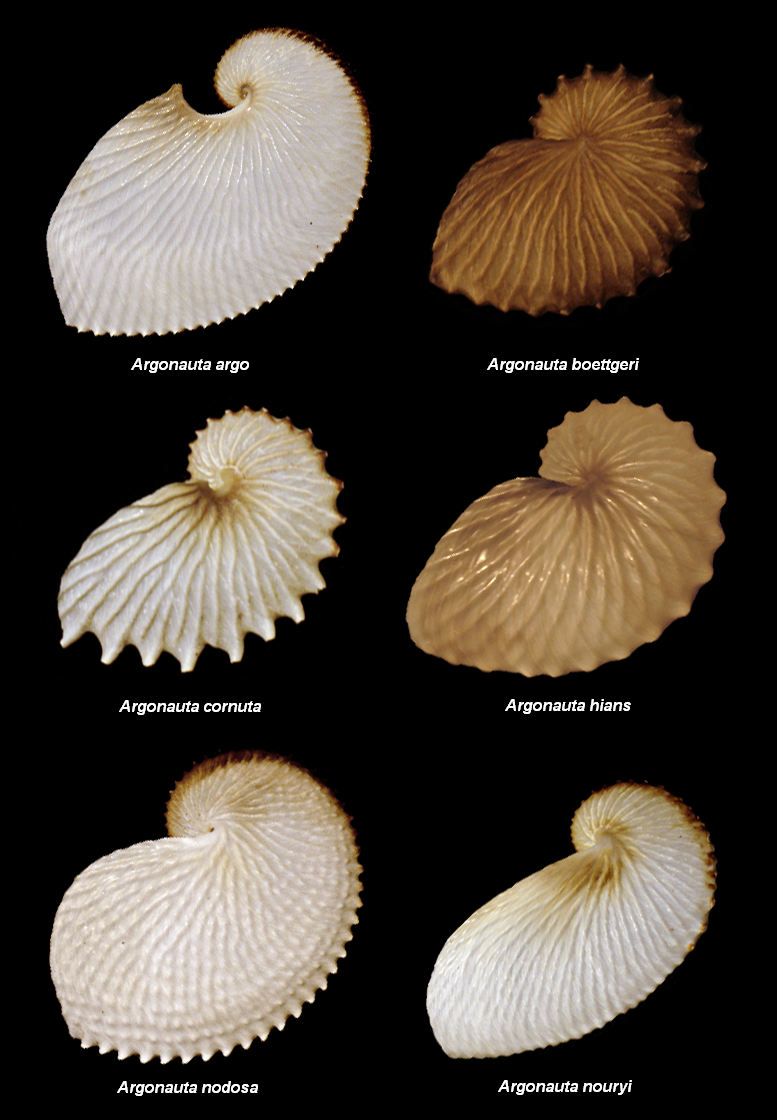
Muszle różnych gatunków z rodzaju Argonauta

## Występowanie
Rodzina ma zasięg kosmopolityczny. Większość gatunków jest epipelagiczna, niektóre spotykane są w głębokich wodach. Występują w tropikalnych i subtropikalnych wodach oceanicznych. 

## Cechy charakterystyczne
Do charakterystycznych cech mięczaków z tej rodziny zaliczany jest silnie zaznaczony dymorfizm płciowy, silnie spłaszczone ramiona samic zawierające gruczoły wykorzystywane do budowy muszli, struktura blokująca lejek płaszcza oraz brak śladów szkieletu wewnętrznego, co jest związane z dość biernym energetycznie trybem życia. Samice są od 10 do 15 razy większe od samców. Budują wapienne muszle, w których inkubują jaja. Muszle Argonautidae nie są wytwarzane przez płaszcz, lecz przez gruczoły nabłonka ramion samicy. Zapłodnienie następuje za pośrednictwem hektokotylusa. Jaja żeglarków mają ok. 0,6 mm średnicy.

## Systematyka
Opisano wiele gatunków z różnych regionów świata, jednak status taksonomiczny niektórych jest niejasny. Klasyfikacja biologiczna tej rodziny wymaga rewizji. Prawdopodobnie rodzina liczy 6–8 współcześnie żyjących gatunków:
- Argonauta argo – żeglarek argo
- Argonauta boettgeri
- Argonauta cornuta
- Argonauta cygnus
- Argonauta hians
- Argonauta nodosa
- Argonauta nouryi
- Argonauta pacifica